# Clossiana pralognana
Clossiana pralognana är en fjärilsart som beskrevs av Hans Fruhstorfer 1908. Clossiana pralognana ingår i släktet Clossiana och familjen praktfjärilar. Inga underarter finns listade i Catalogue of Life.